# Univers de Grothendieck
En mathématiques, un univers de Grothendieck est un ensemble U ayant les propriétés suivantes :
1. si x appartient à U et si y appartient à x, alors y appartient à U (on dit que U est un ensemble transitif) ;
2. si x et y appartiennent à U alors {x, y} aussi ;
3. si x appartient à U, alors l'ensemble P(x) des parties de x aussi ;
4. si (xi)i∈I est une famille d'éléments de U et si I appartient à U, alors l'union ⋃i∈I xi appartient à U.

Alexandre Grothendieck a introduit et utilisé cette idée pour éviter les classes propres en géométrie algébrique.
Les univers de Grothendieck non dénombrables fournissent des modèles de la théorie des ensembles. Dans ZFC, leur existence n'est pas démontrable, puisqu'elle équivaut à l'existence de cardinaux (fortement) inaccessibles non dénombrables.
La théorie des ensembles de Tarski-Grothendieck (en) est une extension propre de ZFC dans laquelle tout ensemble appartient à au moins un univers de Grothendieck.
Le concept d'univers de Grothendieck peut aussi être défini dans un topos.

## Propriétés
Toute intersection non vide d'univers est un univers.
L'intersection Vω des univers non vides est un ensemble dénombrable d'ensembles finis arbitrairement grands : les ensembles héréditairement finis (en), définis récursivement en extension à partir de ∅, comme ∅, {∅} ou { {∅}, {{∅}}, {∅, {∅}} }.
Si U est un univers de Grothendieck, alors :
- toute partie d'un élément de U appartient à U ;
- les produits finis[3] et les réunions finies d'éléments de U appartiennent à U ;
- si (xi)i∈I est une famille d'éléments de U et si I appartient à U, alors le produit ∏i∈I xi et l'union disjointe ∐i∈I xi appartiennent à U ;
- si x est une partie de U dont le cardinal est majoré par celui d'un élément de U, alors x appartient à U ;
- le cardinal |x| de tout élément x de U est strictement inférieur à |U|.

## Lien avec les cardinaux inaccessibles
Un cardinal infini c est dit (fortement) inaccessible si c'est un cardinal limite (au sens fort : pour tout cardinal κ < c, 2κ < c) et régulier.
Dans ZFC, les deux propositions indécidables suivantes sont équivalentes :
(U) Tout ensemble appartient à au moins un univers de Grothendieck.
(C) Tout cardinal est strictement majoré par au moins un cardinal inaccessible.